# Gyula Kovács (Musiker)

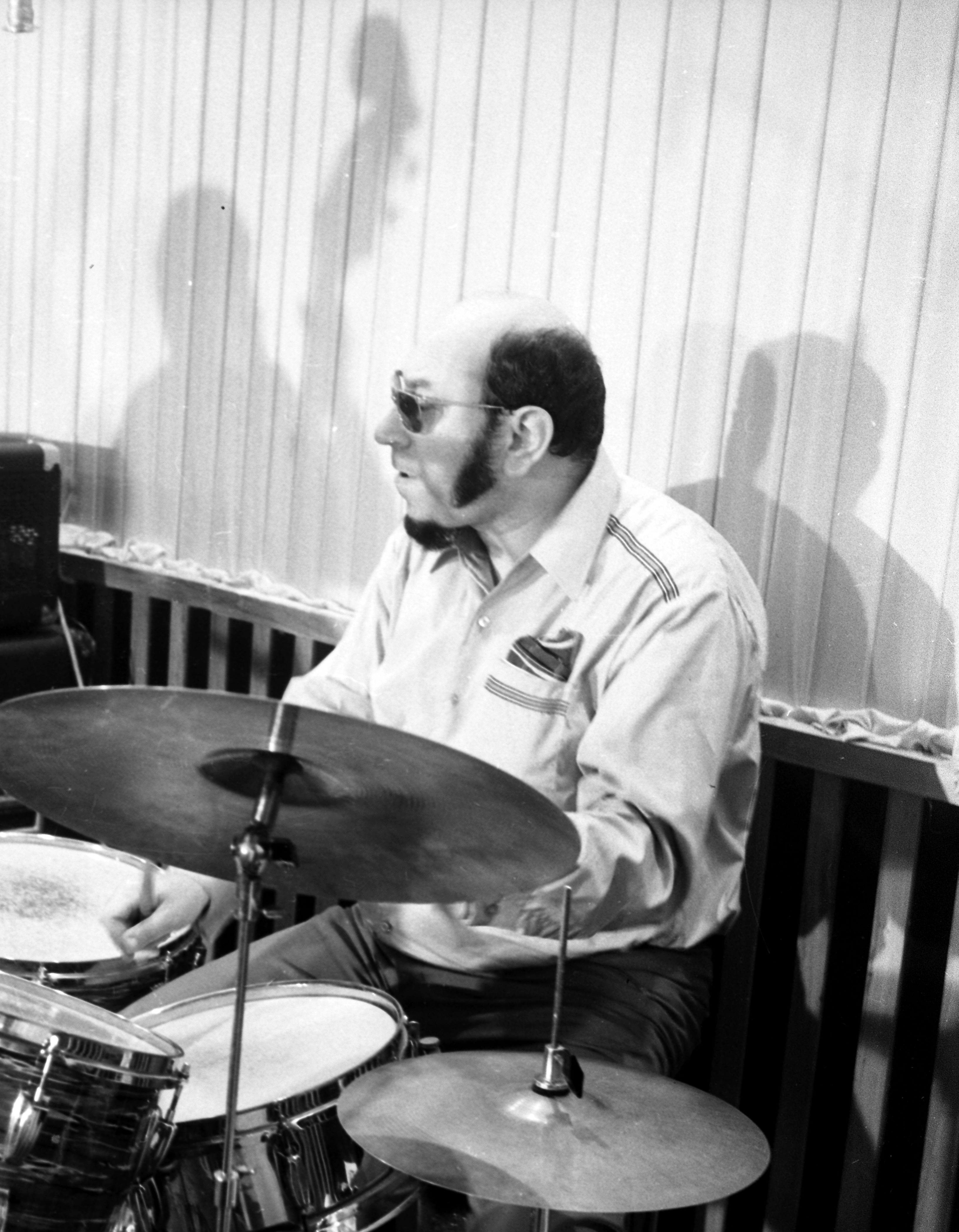
Gyula Kovács, 1970

Gyula Kovács, auch bekannt als Julius Kovács, (* 27. Dezember 1929 in Budapest; † 13. Februar 1992 ebenda) war ein ungarischer Schlagzeuger, der zu den Pionieren des ungarischen Jazz zählt.

## Leben und Wirken
Kovács studierte am Nationalkonservatorium von Budapest. Von 1951 bis 1961 war er Mitglied der Martíny Band; erste Aufnahmen entstanden 1956 mit der Sängerin Myrna Bell (alias Irma Hoso). Danach arbeitete er mit den Bands von Andor Kovács und Aladár Pege, mit Mihály Tabányi, Csaba Deseő, János Kőrössy, Laszlo Turan, György Gallus, Csaba Deseő und anderen. Er trat beim 4. Jugoslawischen Jazzfestival in Bled 1963, auf dem Prager Jazzfestival 1964, beim Jazzfestival in Bilzen 1969 und in Berlin 1970 auf.
Kovács unterrichtete Schlagzeug an der Jazzfakultät des Béla-Bartók-Konservatoriums. Seit den 1980er Jahren leitete er das eigene Quartett Mr. Dob. Er spielte Aufnahmen für mehrere Platten der Qualiton-Reihe Modern Jazz Anthology ein (Nr. IV–VIII). Mit dem Janos Gonda Sextet nahm er 1976 das Album Samen Enek auf. Im Bereich des Jazz war er laut Tom Lord zwischen 1956 und 1980 an 29 Aufnahmesessions beteiligt, zuletzt mit der Deak Big Band (Azok A Huszas Evek).